# WWE Draft 2005
Il WWE Draft 2005 è stato un evento della World Wrestling Entertainment svoltosi tra la puntata di Raw del 6 giugno 2005 e quella di SmackDown del 30 giugno 2005.
L'edizione 2005 del draft è stata più lunga nella storia della WWE, essendo durata ventiquattro giorni.

## Risultati

### 6 giugno 2005
| Wrestler  | Passa a | Proviene da |
| --------- | ------- | ----------- |
| John Cena | Raw     | SmackDown   |

### 9 giugno 2005
| Wrestler     | Passa a   | Proviene da |
| ------------ | --------- | ----------- |
| Chris Benoit | SmackDown | Raw         |

### 13 giugno 2005
| Wrestler   | Passa a | Proviene da |
| ---------- | ------- | ----------- |
| Kurt Angle | Raw     | SmackDown   |

### 16 giugno 2005
| Wrestler    | Passa a   | Proviene da |
| ----------- | --------- | ----------- |
| Randy Orton | SmackDown | Raw         |

### 20 giugno 2005
| Wrestler | Passa a | Proviene da |
| -------- | ------- | ----------- |
| Carlito  | Raw     | SmackDown   |

### 23 giugno 2005
| Wrestler        | Passa a   | Proviene da |
| --------------- | --------- | ----------- |
| Muhammad Hassan | SmackDown | Raw         |

### 27 giugno 2005
| Wrestler    | Passa a | Proviene da |
| ----------- | ------- | ----------- |
| Big Show    | Raw     | SmackDown   |
| Rob Van Dam | Raw     | SmackDown   |

### 30 giugno 2005
| Wrestler  | Passa a   | Proviene da |
| --------- | --------- | ----------- |
| Christian | SmackDown | Raw         |
| Batista   | SmackDown | Raw         |